# Стевия
Сте́вия (лат. Stévia) — род многолетних растений семейства Астровые, или Сложноцветные, включающий в себя около 260 видов трав и кустарников, произрастающих в Южной и Центральной Америке, на север вплоть до Мексики.
В диком виде встречается на полузасушливых территориях от равнин до горных районов.
Стевия даёт семена, но лишь малый процент из них прорастает. При культивировании гораздо более эффективным является вегетативный метод размножения.

## Ботаническое описание
Кустарники, полукустарники, многолетние или однолетние травы, высотой 50—120 см и выше. Стебли прямостоячие, обычно ветвистые. Листья стеблевые, супротивные или очерёдные, черешковые или сидячие, дельтовидные, ланцетные, ланцетно-эллиптические, ланцетно-линейные, эллиптически-продолговатые, линейные или яйцевидные.
Корзинки собраны в рыхлые или густые щитковидные общие соцветия. Обёртки более или менее цилиндрические, (1) 2—3 мм в диаметре. Цветоложе плоское или выпуклое. Цветков по 5 (6) в корзинке; венчики от пурпурных до розовых или белых. Семянки призматические или веретеновидные, 5-ребристые. x = 11, 12, 17.

## История изучения

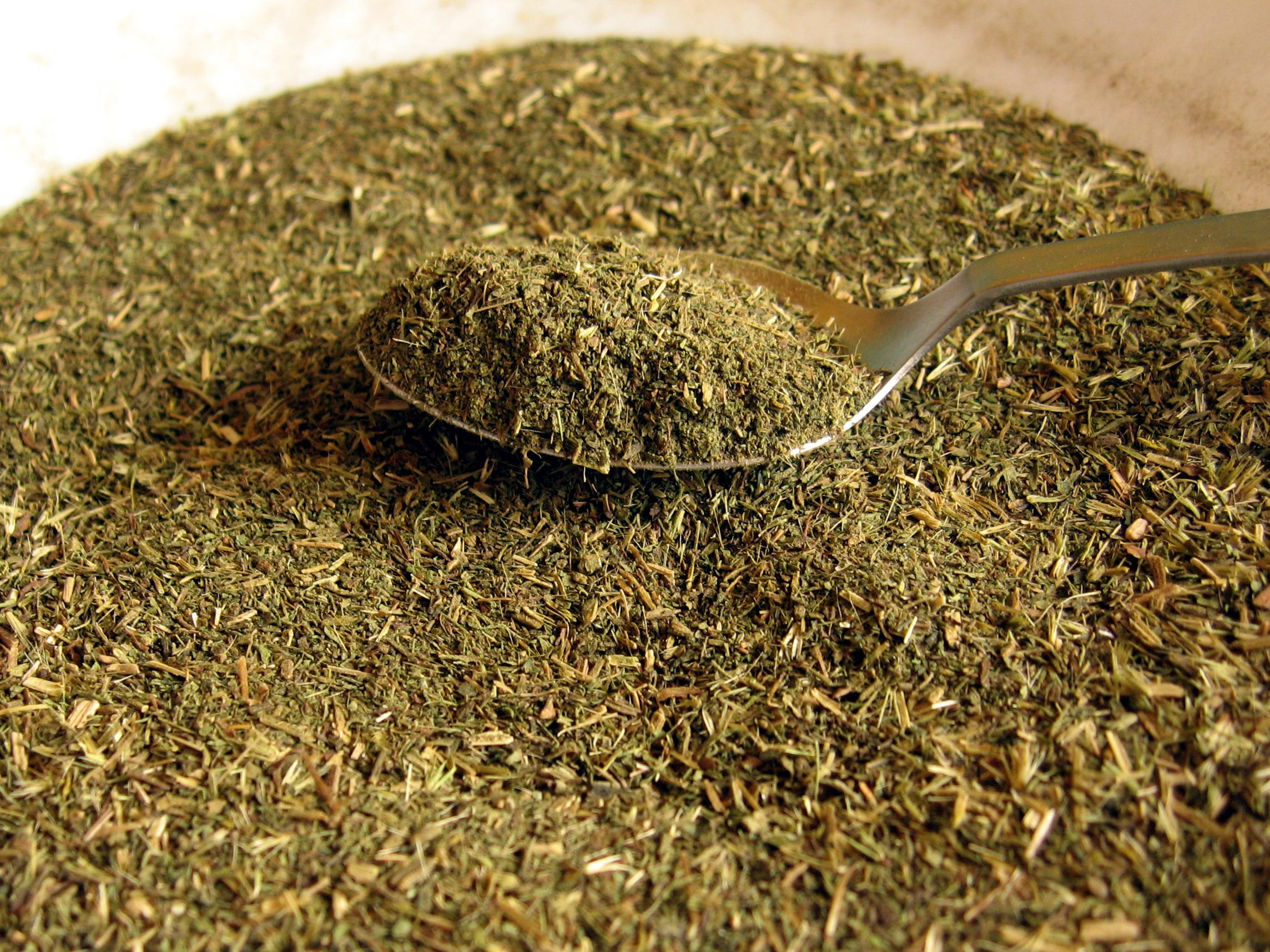
Измельчённую стевию медовую используют как подсластитель

Впервые исследована в XVI веке работавшим в университете Валенсии врачом и ботаником Стевусом (исп. Pedro Jaime Esteve; лат. Petrus Jacobus Stevus, 1500—1556), по фамилии которого получила латинское название. В российских источниках встречаются утверждения, что название растение получило в честь основателя Никитского ботанического сада Христиана Стевена.
В СССР стевия появилась благодаря академику Вавилову, который привёз её в Россию из экспедиции по Латинской Америке в 1934 году, эти образцы хранятся во Всероссийском институте растениеводства.

## Применение
На протяжении столетий индейцы племени гуарани на территории современных Бразилии и Парагвая применяли в пищу некоторые виды стевии, в особенности Stevia rebaudiana, которую они называли ka’a he'ê («сладкая трава») в качестве подсластителя к мате и другим медицинским чаям, для лечения изжоги и других болезней. В последнее время на стевию как на сахарозаменитель вновь обратили повышенное внимание в связи с возросшими потребностями низкоуглеводной и низкосахарной диеты. В качестве сахарозаменителя её широко применяют в Японии, а в США и Канаде используют как пищевую добавку. Медицинские исследования также показали хорошие результаты использования стевии для лечения ожирения и гипертонии.
В 1931 году французские химики Бридель и Лавьей выделили из стевии гликозиды, которые и придают растению сладкий вкус. Экстракты, получившие названия стевиозиды (англ. steviosides) и ребаудиозиды (англ. rebaudiosides), оказались слаще сахарозы в 250—300 раз. Ощущение сладости для стевии наступает медленнее обычного сахара, но длится дольше. Однако, особенно при высокой концентрации, оно может иметь горькое послевкусие либо осадок лакрицы. Стевия не влияет значительно на количество глюкозы в крови и по этой причине показана страдающим диабетом и при других углеводных диетах.
В начале 1970 года японцы начали культивировать стевию как альтернативу искусственным сластителям, таким как цикламат и сахарин, в которых подозревали наличие канцерогенов. В качестве подсластителей обычно используются листья растения, их водяной экстракт и выделенные стевиозиды. Коммерческое использование стевии в Японии продолжается с 1977 года, её применяют в продовольственных продуктах, безалкогольных напитках и в столовом виде. 40 % всего рынка стевии приходится именно на Японию — больше, чем где бы то ни было.
Сегодня стевия культивируется и широко используется в продуктах питания в восточной Азии, включая Китай (с 1984 г.), Корею, Тайвань, Таиланд и Малайзию; её также можно найти в Сент-Китс и Невис, в Южной Америке (Бразилия, Парагвай и Уругвай), Израиле, Украине и в южных районах России. Китай является крупнейшим экспортёром экстракта стевии — стевиозида.

### Вопросы здоровья
В 1985 году вышло в свет научное исследование, утверждающее, что стевиол (промышленное производное название стевиозидов и ребаудиозидов, двух компонентов стевии) является мутагеном (то есть агентом, вызывающим мутации) и, как следствие, канцерогеном. Вывод был сделан на основании исследования печени лабораторных крыс. Однако это исследование было подвергнуто критике на основании того, что процедура проводилась таким способом, при котором даже дистиллированная вода будет казаться мутагенной. Дальнейшие исследования показали противоречивые результаты: одни опыты на животных демонстрировали токсичность и неблагоприятные эффекты экстракта, что определяло стевию как слабый мутаген; в то время как другие опыты определяли её как безопасный продукт. Хотя последние научные труды окончательно сделали вывод о безопасности стевии, ведомства США, контролирующие безопасность пищи и лекарств (главным образом Food & Drug Administration, сокращённо FDA), на основании недостатка окончательных выводов исследователей выразили беспокойство по поводу токсичности стевии.
В 2006 году Всемирная организация здравоохранения (ВОЗ) провела всестороннюю оценку недавних экспериментальных исследований стевиозида и стевиола, проводимых на животных и людях, и сделала следующее заключение: «стевиозиды и ребаудиозиды А негенотоксичны в лабораторных условиях и на живом организме, генотоксичность стевиола и некоторых его окислительных производных, выраженная в лабораторных условиях, в естественных условиях не обнаружена» (англ. «stevioside and rebaudioside A are not genotoxic in vitro or in vivo and that the genotoxicity of steviol and some of its oxidative derivatives in vitro is not expressed in vivo»). Отчёт также не нашёл свидетельств канцерогенности продукта. Далее в отчёте указано: «стевиозид продемонстрировал определённый фармакологический эффект у пациентов с гипертонией и у страдающих диабетом второго типа» («англ. stevioside has shown some evidence of pharmacological effects in patients with hypertension or with type-2 diabetes») и говорится, что дальнейшее исследование должно определить надлежащую дозировку вещества.

## Виды
Род содержит 261 вид, некоторые из них:
- Stevia aristata D.Don ex Hook. & Arn.
- Stevia aschenborniana Sch.Bip.
- Stevia breviaristata Hook. & Arn.
- Stevia caracasana DC.
- Stevia elatior Kunth
- Stevia eupatoria Willd.
- Stevia incognita Grashoff
- Stevia jorullensis Kunth
- Stevia lemmonii A.Gray
- Stevia lucida Lag.
- Stevia mandonii Sch.Bip.
- Stevia micrantha Lag.
- Stevia monardifolia Kunth
- Stevia multiaristata Spreng.
- Stevia origanoides Kunth
- Stevia ovata Willd.
- Stevia pilosa Lag.
- Stevia plummerae A.Gray
- Stevia pyrolifolia Schltdl.
- Stevia rebaudiana (Bertoni) Bertoni — Стевия медовая, или Стевия Ребоди
- Stevia salicifolia Cav. typus[1]
- Stevia sanguinea Hieron.
- Stevia satureifolia (Lam.) Cav.
- Stevia serrata Cav.
- Stevia subpubescens Lag.
- Stevia tomentosa Kunth
- Stevia triflora DC.
- Stevia viscida Kunth